# Родригес Кабрильо, Хуан
Хуа́н Родри́гес Кабри́льо (Жуа́н Родри́геш Кабри́лью; исп. Juan Rodríguez Cabrillo, порт. João Rodrigues Cabrilho; ок. 1499 — 3 января 1543) — конкистадор и мореплаватель на службе у испанской короны, первый европеец, достигший побережья современной Калифорнии и исследовавший его.

## Биография
Документально подтверждённых сведений о происхождении и ранних годах жизни Кабрильо не сохранилось. Широко распространено мнение о его португальском происхождении, которое основывается на единственном упоминании в труде испанского историка Антонио де Эррера, изданном более чем через полвека после смерти Кабрильо. Оно было широко популяризировано, во многом благодаря усилиям португальского правительства и португальской диаспоры в Калифорнии. Однако эта точка зрения подвергнута сомнению рядом современных историков, считающих более вероятным кастильское происхождение Кабрильо. В 1986 году историк Гарри Келси в результате своего исследования пришёл к выводу, что Кабрильо, по всей вероятности, родился в Севилье (Испания). Ранее считалось, что он родился в Куэльяре. В 2015 году доктор Венди Крамер, канадский историк, обнаружил документы, опровергающие данную точку зрения. В любом случае, дата рождения и семья Кабрильо неизвестны.
Имеется мало сведений о ранних годах службы Кабрильо. В частности, есть доказательства его участия в экспедиции Панфило де Нарваеса, которую губернатор Кубы Диего де Веласкес отправил в Мексику, чтобы подавить восстание Кортеса. В 1520 году фамилия «Кабрильо» появляется среди солдат в армии Эрнана Кортеса со статусом арбалетчика.
Участвовал в завоевании Кубы и Мексики. В 1521 году под началом Эрнана Кортеса участвовал во взятии Теночтитланa. Вместе с Педро де Альварадо завоёвывал территорию нынешних Гватемалы, Гондураса и Сальвадора. В 1530 году, после завоевания Центральной Америки, Кабрильо поселился в городе Сантьяго-де-Гватемала, а в 1532 году он отправился в Испанию, чтобы взять в жены Беатрис Санчес де Ортега. После свадьбы Кабрильо вернулся со своей женой в Сантьяго-де-Гватемала, где они поселились, а Кабрильо посвятил себя торговле, в то время как его жена родила ему двоих детей. Из гватемальского порта на побережье Тихого океана Кабрильо некоторое время занимался поставкой товаров между Испанией, Гватемалой и другими частями Испанской империи.
В 1541 году Педро де Альварадо организовал экспедицию с двенадцатью судами, чтобы исследовать северное побережье Тихого океана, но неожиданно Альварадо умер в июле 1541 года, раздавленный лошадью. В следующем году вице-король Антонио де Мендоса-и-Пачеко поручил Родригесу Кабрильо продолжить планы разработанной экспедиции, но при этом было возможно использовать только два из собранных Альварадо судов.
24 июня 1542 года возглавил экспедицию, состоящую из трёх кораблей, которая отправилась из порта Барра-де-Навидад на поиски легендарного пролива Аниан. Команда Кабрильо состояла из моряков, солдат, индейцев, африканских рабов, а также священников. Он командовал экспедицией с корабля «Сан-Сальвадор», который был флагманом экспедиции, и который он построил сам.
3 сентября корабли достигли южной оконечности Калифорнийского полуострова. 28 сентября армада зашла в залив Сан-Диего. Кабрильо описывает бухту как «очень хороший и безопасный порт» и называет место "Сан-Мигель" в честь святого. Шесть дней спустя он продолжает своё исследование в водах, неизвестных европейцам. 6 октября в Сан-Педро (Порт Лос-Анджелеса) и 9 в Санта-Монике; Оба города в настоящее время являются частью столичного города Лос-Анджелеса. Дойдя до 40° с. ш. (на уровне мыса Мендосино), повернули обратно. В ходе экспедиции были установлены контакты с индейцами племени чумашей. В стычке с индейцами Кабрильо был ранен и скончался на острове Санта-Каталина.
Официальный отчёт об экспедиции Кабрильо был утерян, осталось лишь краткое изложение, сделанное другим исследователем, Андресом Урданетой, который имел доступ к корабельным журналам и картам. Хуан Кабрильо умер 3 января 1543 года у побережья южной Калифорнии. Место захоронения мореплавателя также осталось неизвестным. 18 февраля 1543 года флот снова направляется на север под командованием Бартоломе Феррело. При благоприятном ветре они достигают мыса Мендосино 1 марта, названного в честь первого наместника Новой Испании Антонио де Мендоса и Пачеко, спонсора экспедиции. Мыс Мендосино находится недалеко от северной границы нынешнего штата Калифорния, поэтому вполне вероятно, что экспедиция пересекла границы и достигла соседнего штата Орегон. Из-за плохой погоды штурман Бартоломе Феррело не смог продолжить путешествие дальше на север, поэтому они вернулись на остров Сан-Мигель, куда они прибыли 5 марта. Оттуда экспедиция отправилась обратно в Барра-де-Навидад, прибыв 14 апреля 1543 года.

## Историческое наследие
В месте высадки мореплавателя на южной оконечности полуострова Пойнт-Лома в 1913 году был основан Национальный монумент Кабрильо. В 1939 году здесь был установлен памятник Хуану Кабрильо работы португальского скульптора Алвару де Брее. С этого места открывается живописный вид на залив Сан-Диего.